# Christian IX d'Oldenbourg-Delmenhorst
Christian IX est un prince de la maison d'Oldenbourg né le 26 septembre 1612 et mort le 23 mai 1647 à Delmenhorst. Il règne sur le comté de Delmenhorst de 1622 à sa mort.

## Biographie
Christian IX est le deuxième fils du comte Antoine II d'Oldenbourg-Delmenhorst et de son épouse Sibylle-Élisabeth de Brunswick-Dannenberg. Son père meurt en 1619, alors qu'il n'a que sept ans, et il est placé sous la tutelle du duc Auguste II de Brunswick-Wolfenbüttel. Son frère aîné Antoine-Henri, né en 1604, est l'héritier du trône, mais comme il n'est pas encore majeur, c'est leur mère qui assure la régence. Antoine-Henri trouve la mort le 1er septembre 1622 à Tübingen, victime de la variole alors qu'il se rendait en voyage en Italie. Sibylle-Élisabeth gouverne le comté au nom de Christian jusqu'à sa mort, en 1630.
Durant son règne personnel, qui débute à sa majorité en 1633, Christian IX est confronté à de sérieuses difficultés financières, notamment dues à la nécessité d'entretenir ses neuf sœurs, qui l'empêchent d'imiter le mécénat de son père. Il parvient néanmoins à préserver ses terres des ravages de la guerre de Trente Ans. Il meurt jeune, sans s'être jamais marié, et le comté de Delmenhorst est réuni au comté d'Oldenbourg, en vertu d'un accord conclu avec son cousin germain Antoine-Gonthier. Christian IX est inhumé auprès de ses parents en l'église de Delmenhorst.